# Flaggnattskärra
Flaggnattskärra (Caprimulgus vexillarius) är en fågel i familjen nattskärror.

## Utbredning och systematik
Fågeln förekommer i brachystegia-skogar i södra Afrika. Tidigare placerades den tillsammans med vimpelnattskärra i släktet Macrodipteryx. 

## Status
Arten har ett stort utbredningsområde och beståndet anses vara stabilt. Internationella naturvårdsunionen IUCN listar den därför som livskraftig (LC).

## Bilder

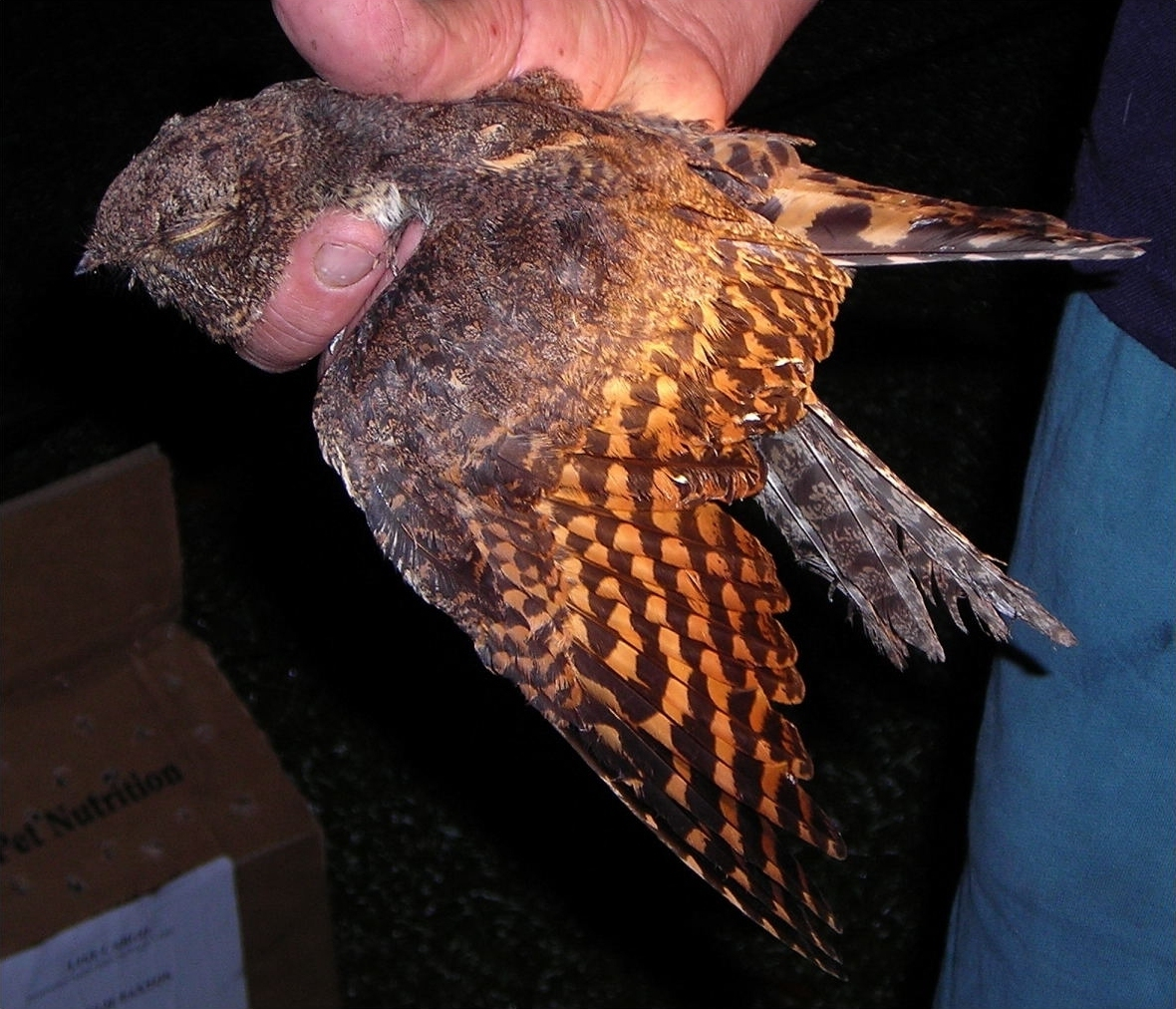
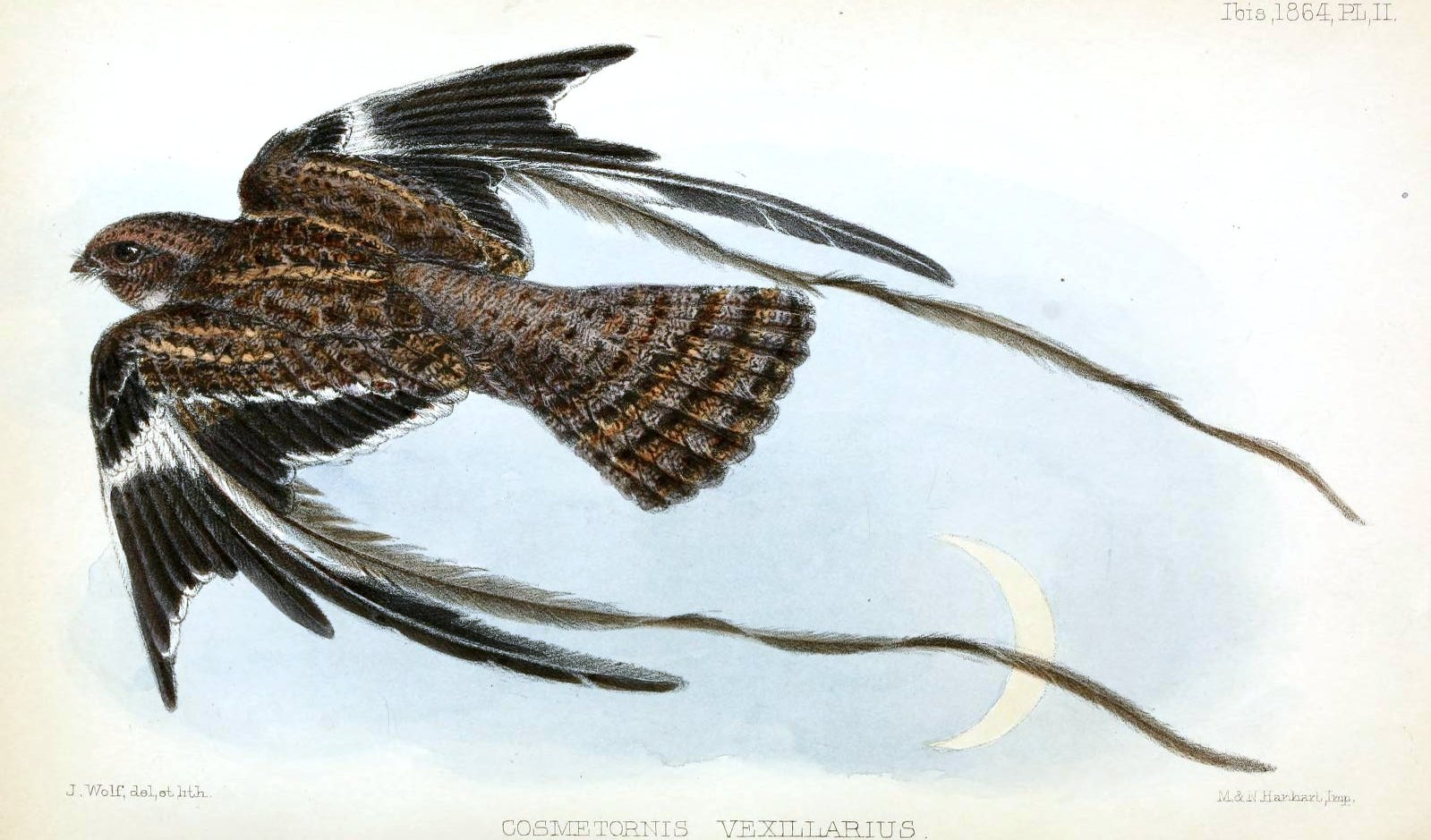